# Monastère de Krupa
Le monastère de Krupa (en serbe : Манастир Крупа) est un monastère orthodoxe serbe dédié à la fête de la Dormition. Il est situé près de la rivière Krupa, sur le versant sud de la montagne Velebit, à mi-chemin entre les villes d'Obrovac et de Knin, en Dalmatie centrale, en Croatie. C'est le plus ancien monastère orthodoxe serbe en Croatie.
Dans le monastère, il y a de belles fresques, une précieuse collection d'icônes et de morceaux d'iconostase et une collection de livres plusieurs fois centenaires.